# USS Martin H. Ray (DE-338)
USS Martin H. Ray (DE-338) là một tàu hộ tống khu trục lớp Edsall từng phục vụ cùng Hải quân Hoa Kỳ trong Chiến tranh Thế giới thứ hai. Nó là chiếc tàu chiến duy nhất của Hải quân Hoa Kỳ được đặt cái tên này, theo tên Đại úy Hải quân Martin H. Ray Jr. (1913-1942), người từng phục vụ trên tàu khu trục Hammann (DD-412), đã tử trận khi Hammann bị đắm do trúng ngư lôi trong Trận Midway vào ngày 6 tháng 6, 1942, và được truy tặng Huân chương Chữ thập Hải quân. Nó đã phục vụ cho đến khi chiến tranh kết thúc, xuất biên chế năm 1946, rồi cuối cùng bị bán để tháo dỡ vào năm 1967.

## Thiết kế và chế tạo
Lớp Edsall có thiết kế hầu như tương tự với lớp Cannon dẫn trước; khác biệt chủ yếu là ở hệ thống động lực Kiểu FMR do được trang bị động cơ diesel Fairbanks-Morse dẫn động qua hộp số giảm tốc đến trục chân vịt. Đây là cấu hình động cơ được áp dụng rộng rãi trên tàu ngầm, được chứng tỏ là có độ tin cậy cao hơn so với lớp Cannon.
Vũ khí trang bị bao gồm ba pháo 3 in (76 mm)/50 cal trên tháp pháo nòng đơn có thể đối hạm hoặc phòng không, một khẩu đội pháo phòng không Bofors 40 mm nòng đôi và tám pháo phòng không Oerlikon 20 mm. Vũ khí chống ngầm bao gồm một dàn súng cối chống tàu ngầm Hedgehog Mk. 10 (có 24 nòng và mang theo 144 quả đạn); hai đường ray Mk. 9 và tám máy phóng K3 Mk. 6 để thả mìn sâu. Con tàu vẫn giữ lại ba ống phóng ngư lôi Mark 15 21 inch (533 mm), và được trang bị radar SC dò tìm không trung và mặt biển. Thủy thủ đoàn đầy đủ bao gồm 186 sĩ quan và thủy thủ.
Martin H. Ray được đặt lườn tại xưởng tàu của hãng Consolidated Steel Corporation ở Orange, Texas vào ngày 27 tháng 10, 1943. Nó được hạ thủy vào ngày 23 tháng 12, 1943, được đỡ đầu bởi bà Martin H. Ray, Jr., vợ góa của Đại úy Ray, và nhập biên chế cùng Hải quân Hoa Kỳ vào ngày 28 tháng 2, 1944 dưới quyền chỉ huy của Hạm trưởng, Thiếu tá Hải quân Harry Vincent Tucker, Jr.

## Lịch sử hoạt động
Sau khi hoàn tất việc chạy thử máy huấn luyện tại khu vực Bermuda, Martin H. Ray đi đến Norfolk, Virginia vào ngày 19 tháng 4, 1944 để đảm nhiệm vai trò tàu huấn luyện cho thủy thủ đoàn các tàu hộ tống khu trục trong tương lai. Sau đó trong giai đoạn từ tháng 6 đến tháng 9, nó thực hiện hai chuyến hộ tống vận tải vượt Đại Tây Dương đi sang khu vực Địa Trung Hải, đến Naples, Ý, vào lúc lực lượng Đồng Minh thực hiện Chiến dịch Dragoon để đổ bộ lên miền Nam nước Pháp. Tiếp đó trong giai đoạn từ tháng 10, 1944 đến tháng 5, 1945, con tàu tiếp tục hộ tống cho năm đoàn tàu vận tải khứ hồi vượt Bắc Đại Tây Dương, từ Hoa Kỳ sang các cảng Anh và Pháp.
Sau khi chiến tranh kết thúc tại Châu Âu, Martin H. Ray chuẩn bị để được điều động sang khu vực Mặt trận Thái Bình Dương. Nó đi đến khu vực vịnh Guantánamo, Cuba để tiến hành huấn luyện ôn tập trước khi tiếp tục hành trình, băng qua kênh đào Panama vào ngày 2 tháng 8. Con tàu chỉ đi đến Trân Châu Cảng sau khi Nhật Bản đã chấp nhận đầu hàng vào ngày 15 tháng 8, giúp chấm dứt vĩnh viễn cuộc xung đột. Nó tham gia vào Chiến dịch Magic Carpet để giúp hồi hương các cựu chiến binh trở về Hoa Kỳ, đưa 58 hành khách về đến San Diego, California vào ngày 11 tháng 9. Nó lại lên đường hai ngày sau đó để chuyển sang vùng bờ Đông, đi đến Xưởng hải quân Philadelphia, nơi nó bắt đầu được chuẩn bị để ngừng hoạt động.
Martin H. Ray được cho xuất biên chế tại Green Cove Springs, Florida vào tháng 3, 1946, và được đưa về Hạm đội Dự bị Đại Tây Dương. Nó được rút tên khỏi danh sách Đăng bạ Hải quân vào ngày 1 tháng 5, 1966, và cuối cùng bị bán để tháo dỡ vào ngày 30 tháng 3, 1967.

## Phần thưởng
Nguồn: Navsource Naval History
|  |  |  |

| Huân chương Chiến dịch Hoa Kỳ | Huân chương Chiến dịch Châu Âu-Châu Phi-Trung Đông | Huân chương Chiến thắng Thế Chiến II |